# Louis-Jean-François Lagrenée

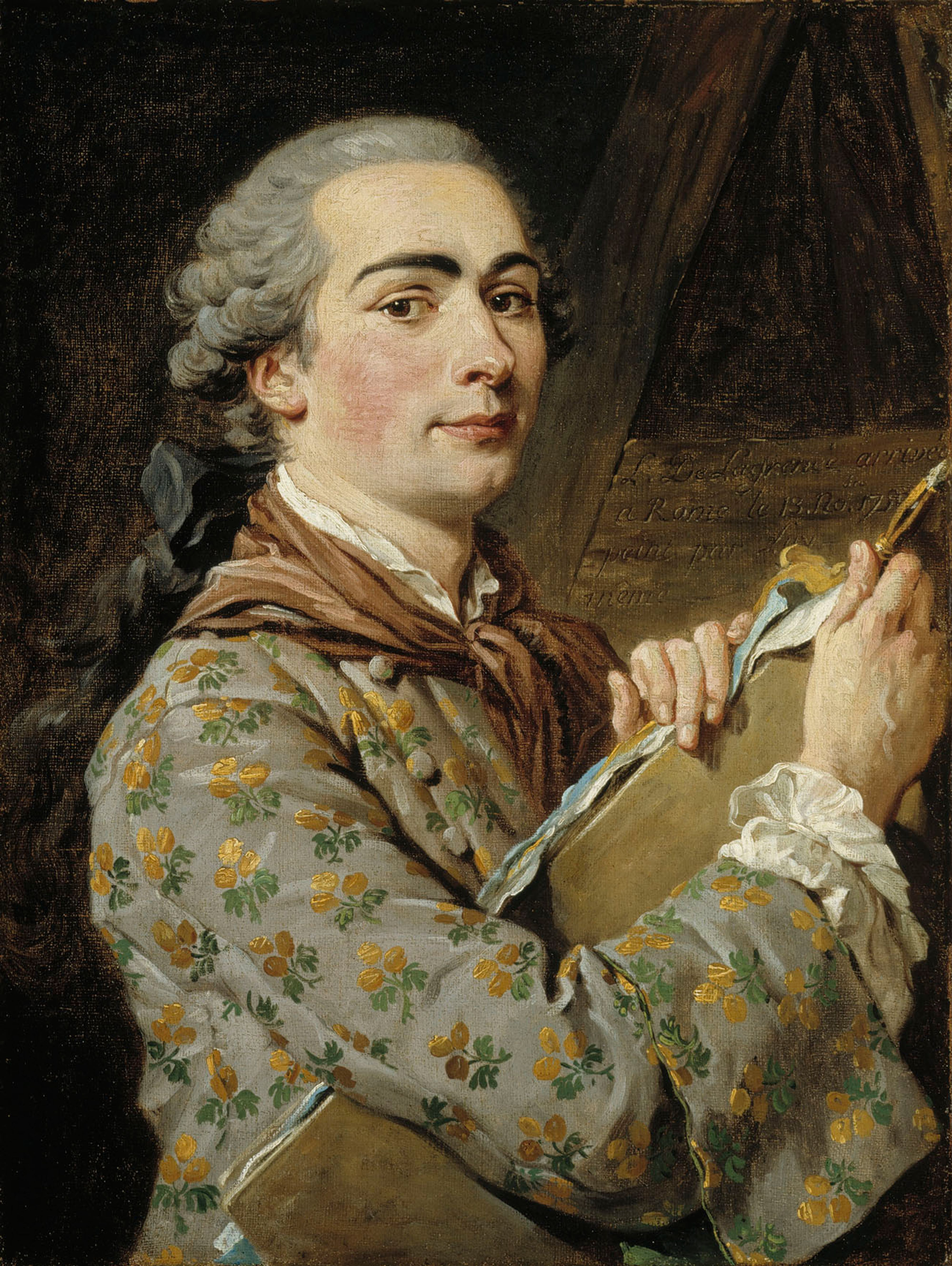
Louis-Jean-François_Lagrenée, zelfportret

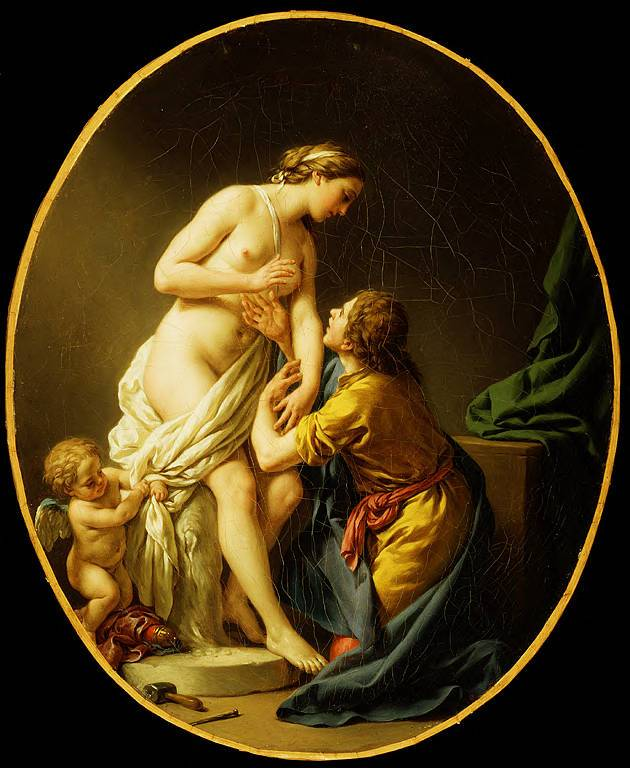
Pygmalion en Galatea, 1781, Detroit Institute of Arts

Louis-Jean-François Lagrenée (Parijs, 21 januari 1725 – aldaar, 19 juni 1805) was een Frans kunstschilder.

## Biografie
Louis-Jean-François Lagrenée, bijgenaamd Lagrenée l'aîné, in het Nederlands Lagrenée de Oude, was een leerling van de schilder Karel André van Loo. In 1744 werd hij toegelaten tot de school van Van Loo in Rome. In 1749 won hij Prix de Rome en van 1750 tot 1754 verbleef hij in Rome in de Villa Medici. 
Terug in Parijs schilderde hij L'Enlèvement de Déjanire, in het Nederlands De ontvoering van Deianeira, het stuk waarmee op 31 mei 1755 werd toegelaten tot de Académie des Beaux-Arts. Het doek is geïnspireerd door een werk met hetzelfde onderwerp van de hand van Guido Reni dat zich in de collectie van de Franse koning bevond. 
Lagrenée l'aîné werd naderhand assistent-leraar, leraar en directeur van de Académie de France in Rome, op latere leeftijd werd hij rector, conservator en administrateur honoraire van de musea van de Académie de France.
In 1760 verving hij Louis Joseph Le Lorrain als directeur van de Russische Academie voor Schone Kunsten in Sint-Petersburg. Zijn broer Jean-Jacques Lagrenée, bijgenaamd Lagrenée le Jeune, (Lagrenée de Jonge) reisde met hem mee en verbleef met hem in Rusland. Louis Joseph was van 1760 en 1761 eerste schilder van tsarina Elisabeth (1709-1761). In Rusland schilderde hij een serie portretten waaronder een van de tsarina.
Lagrenée l'aîné keerde in 1763 weer naar Frankrijk. Hij werd zeer bewonderd door Denis Diderot, die een Maria Magdalena van hem kocht, maar hem later zou bekritiseren en betichten van een gebrek aan fantasie. De kunstenaar beantwoordde de aanvallen van zijn critici later door het schilderen van een werk getiteld L’Amour des Arts console la Peinture des écrits ridicules et envenimés de ses ennemis (nu in het Louvre), dat op de Parijse salon van 1781 werd tentoongesteld.
Na zijn verblijf in Rusland kreeg Lagrenée l'aîné een groot aantal opdrachten, zoals de decoraties van het Château de Choisy in 1765), het Château de Bellevue in Meudon in 1768, het Kleine Trianon in Versailles in 1769 en voor het kasteel van Warschau in opdracht van Stanislaus II van Polen. 
Van 1781 tot 1787 was hij directeur van de Académie de France in Rome. In 1781 schilderde hij daar het doek La veuve de Malabar waarvoor hij van de Franse Staat een vergoeding van 2400 pond ontving. In 1787 werd hij vervangen door François-Guillaume Menageot. 
Lagrenée l'aîné schilderde veel doeken voor koninklijke paleizen, voor adellijke personen en ontwierp ook modellen voor tapijten. Hij schilderde voor bijna alle Parijse salons tussen 1755 en 1798, met uitzondering van die van 1761, als hij in Rusland verblijft en die van 1787. Lagrenée l'aîné was een zeer productieve schilder. In totaal worden wel 460 doeken aan hem toegeschreven.
Tussen 1777 en 1789 schilderde hij zeven grote doeken, die telkens op de een- of tweejaarlijkse Parijse salon werden geëxposeerd. Deze doeken waren voorstellingen uit de antieke oudheid. In juli 1804 ontving de schilder van Napoleon de benoeming in de orde van het Legioen van Eer.
Lagrenée l'aîné stierf op 79-jarige leeftijd in het Louvre.
Dmitry Levitsky, Pierre Peyron, en Louis Marie Marc Antoine Bilcoq waren leerlingen van Lagrenée l'aîné.

## Schilderstijl
Lagrenée l'aîné schilderde de stijl van de Italiaanse schilders van de zeventiende eeuw. Samen met Laurent de la Hyre en Eustache Lesueur is hij een van de schilders die de overgang van rococo naar neoclassicisme in gang zet. Hij kreeg hierdoor de bijnaam l’Albane moderne naar de Bolognese schilder Francesco Albani. 

## Bekende werken
- La Lacédémonienne, 1770, Stourhead, National Trust
- Télémaque et Ternosiris, Stourhead, National Trust
- Mort de la femme de Darius, 1785, Louvre
- La Tête de Pompée présentée à César, 1777, Nationaal museum van Warschau
- Mercure et Bacchus, musée des beaux arts angers
- Les Deux Veuves d'un officier indien, 1783, musée des beaux-arts Dijon ;
- Cérès ou l'Agriculture, Petit Versailles, Trianon
- Saint Germain l'Auxerrois donnant une médaille à sainte Geneviève, 1771, Parijs, Saint-Thomas-d'Aquin
- Saint Ambroise, 1764, Paris, Sainte-Marguerite
- Pygmalion, 1781, Detroit, Institute of Arts
- Allégorie à la Mort du Dauphin, 1765, kasteel van Fontainebleau

- Biblioteca Nacional de España: XX1603750
- Bibliothèque nationale de France: cb11968368g (data)
- Gemeinsame Normdatei: 123809517
- International Standard Name Identifier: 0000 0001 1636 0762
- KulturNav: d056cb20-cde0-4041-bcb0-304b2d837e9b
- Library of Congress Control Number: n84186277
- Base Léonore: LH//1443/12
- Nederlandse Thesaurus van Auteursnamen: 074713426
- RKD-Nederlands Instituut voor Kunstgeschiedenis: 47428
- SNAC: w6fj5dsj
- Système universitaire de documentation: 027696782
- Union List of Artist Names: 500015042
- Virtual International Authority File: 47678872
- WorldCat: E39PBJrCb7t7XJPpBbyxhCfXh3